# Новая Наваринская крепость
Новая Наваринская крепость (греч. Νέο Ναυαρίνο; тур. Anavarin-i cedid) ― османская крепость возле города Пилос, Греция. Второй из двух замков, охранявших стратегически важную бухту Наварин. Новая крепость находится у южного входа в бухту, северный вход охраняла Старая Наваринская крепость, построенная крестоносцами из княжества Ахейя в XIII веке. Чтобы отличать позднюю крепость от ранней, греки так её и называют Неокастро или Ньокастро (греч. Νεόκαστρο ή Νιόκαστρο ― «новый замок»).
Крепость построил капудан-паша Улуч Али в 1572―1573 годах, вскоре после битвы при Лепанто. В 1645 году Наварин стал базой для подготовки вторжения на Крит в начале Критской войны. В ходе Морейской войны войска Венецианской республики под командованием Франческо Морозини захватили обе крепости в 1686 году, которые защищали Мустафа-паша и Джафер-паша. Наряду с остальной частью Пелопоннеса, крепости оставались в руках венецианцев до 1715 года, когда они вновь были отбиты турками. 10 апреля 1770 крепость перешла под контроль прорусских сил во время Русско-турецкой войны 1768―1774 годов и Пелопоннесского восстания. Осада длилась шесть дней, и османскому гарнизону было разрешено эвакуироваться на Крит. Однако уже 1 июня 1770 года русский флот отошёл от берегов Наварино и замок снова перешёл в руки турок, хотя уже в частично разрушенном виде.
После начала Греческой революция в марте 1821 года, крепость попала в осаду со стороны греческих повстанцев. Осада продолжалась шесть месяцев. Гарнизон сдался в первую неделю августа 1821 года, будучи уверенным, что им гарантируют безопасный отход, однако в итоге все турки были перебиты. Крепость несколько лет находилась под контролем греков, а 11 мая 1825 года была взята войсками Ибрагима-паши. Турецко-египетский гарнизон находился в крепость вплоть до того, как она была передана французским войсками под командованием Николя Жозефа Мезона весной 1828 года.